# تپه محمود آباد
تپه محمودآباد مربوط به دوران پیش از تاریخ ایران باستان - آغاز است و در شهرستان ازنا، بخش مرکزی، دهستان سیلاخور شرقی، ۱ کیلومتری غرب روستای محمودآباد واقع شده و این اثر در تاریخ ۲۸ اسفند ۱۳۸۵ با شمارهٔ ثبت ۱۸۳۲۸ به‌عنوان یکی از آثار ملی ایران به ثبت رسیده است.